# Pierre Dabezies
Pierre Dabezies, né le 9 février 1925 à Casablanca et mort le 22 novembre 2002 à Clamart, est un militaire, universitaire et homme politique français. Il est élu député de la 2e circonscription de Paris lors des élections législatives de 1981, mais son élection est annulée le 3 décembre suivant par le Conseil constitutionnel.

## Biographie

### Jeunesse et études
Fils de Jeanne et d'Étienne Dabezies, il abandonne la préparation à l'École navale pour s'engager à 18 ans comme parachutiste dans les Forces françaises libres. En 1945, il rejoint l'École spéciale militaire de Saint-Cyr (Coëtquidan), promotion EMIA Victoire.
Parallèlement il est reçu au doctorat de droit (spécialité droit public), puis au doctorat en science politique. 
En 1969, il est reçu à l'agrégation de droit public et de sciences politiques. 

### Parcours professionnel
Il poursuit une carrière militaire comme officier parachutiste des troupes de marine, notamment sur de nombreux théâtres d'opérations extérieures, Indochine, Corée, Madagascar et Algérie.
En 1956, il se solidarise avec le général de Bollardière, hostile à la torture en Algérie. Il est, en 1958, aide de camp du ministre des armées, Pierre Messmer.
En 1962 il est diplômé de l'École de guerre des États-Unis et, en 1966, de l'École supérieure de guerre française. Il quitte l'armée avec le grade de colonel.

### Parcours professoral
Reçu à l'agrégation de droit public, il est nommé à la faculté de droit de l'université de Paris en 1970. Il fait l'essentiel de sa carrière universitaire à l'université Paris I Panthéon Sorbonne, dont il dirige plus tard le département de sciences politiques. Il y a notamment enseigné le droit constitutionnel. 
Parallèlement, il est professeur à l'Institut d'études politiques de Paris, où il est l'un des rares enseignants, avec Raoul Girardet, à enseigner les choses militaires. Il enseigne également à l'École nationale d'administration. 
Il est l'un des pionniers des études  de sociologie militaire et de défense nationale. Il crée à Paris I le Centre d'études politique de Défense (CEPODE).

### Parcours politique
Conseiller de Paris de 1977 à 1983, il soutient la candidature de François Mitterrand à l'élection présidentielle de 1981. Il est élu député de la 2e circonscription de Paris en juillet 1981. Il siège au groupe socialiste. Son élection est invalidée par le Conseil constitutionnel en décembre 1981.
Devenu ambassadeur de France au Gabon en 1982, il occupe ce poste jusqu'en 1986.
À la suite de la réélection de François Mitterrand à la tête de l'État, il se présente en juin 1988 dans la 3e circonscription législative de la Haute-Saône (Luxeuil-les-Bains). Candidat de la majorité présidentielle, il recueille au second tour 48,28 % des suffrages face au député RPR sortant Philippe Legras (51,72 %). 
En 1989, il est chargé par Jean-Pierre Chevènement d'une mission sur la réforme de Saint-Cyr.
Il préside la Fondation pour les études de défense nationale (FEDN) de 1989 à 1993 et l'association France-Gabon de 1990 à 1994. Il entre à l'Académie des sciences d'outre-mer, avant de soutenir la candidature de Jean-Pierre Chevènement, qu'il a conseillé, à l'élection présidentielle de 2002.

## Décorations
- Grand officier de la Légion d'honneur
- Croix de guerre 1939–1945
- Croix de la Valeur militaire
- Grand officier de l'ordre de l'Étoile équatoriale (Gabon)

## Ouvrages
- Les partis politiques au Viêt-Nam (1955)
- Les Partis politiques malgaches (1959)
- La Guerre révolutionnaire (1963)
- La Réforme de la politique française de défense (en collection, 1999)